# Küsse, die man im Dunkeln stiehlt
Küsse, die man im Dunkeln stiehlt  è un film muto del 1918 diretto da Kurt Matull e interpretato da Pola Negri, Nils Olaf Chrisander e Magnus Stifter.

## Produzione
Il film fu prodotto dalla Sfinks

## Distribuzione
A Berlino, ebbe il visto di censura No. 40744 che ne vietava la visione ai minori.